# Lukas Heller
Lukas Hermann Heller (* 21. Juli 1930 in Kiel; † 2. November 1988 in London) war ein deutsch-britischer Drehbuchautor.

## Leben
Lukas Heller und seine Eltern mussten als Juden aus dem nationalsozialistischen Deutschland fliehen und emigrierten nach England. Nach mehreren Versuchen, in unterschiedlichen Berufen Fuß zu fassen, kam er zum Film. 1959 zeichnete er sich als Autor für zusätzliche Dialoge für den Film Das Mädchen Saphir unter der Regie von Basil Dearden aus. 1962 folgte mit dem Psychothriller Was geschah wirklich mit Baby Jane? Hellers erstes Drehbuch, das für ihn auch direkt den Durchbruch bedeutete: Das Buch wurde von Robert Aldrich und mit Joan Crawford und Bette Davis verfilmt und gilt heute als Klassiker. Aldrich führte auch Regie bei Hellers Buch zum Abenteuerfilm Der Flug des Phoenix, dem Kriegsfilm Das dreckige Dutzend und dem Mysterythriller Wiegenlied für eine Leiche. Auch diese Filme wurden enorme Erfolge. Hellers spätere Werke konnten nicht mehr an seine großen Erfolge anknüpfen.
Hellers Kinder sind die Schriftstellerin Zoë Heller und der Drehbuchautor Bruno Heller.

## Filmografie (Auswahl)
Drehbuch
- 1959: Das Mädchen Saphir (Sapphire) - Dialoge
- 1961: Never Back Losers (nach Edgar Wallace)
- 1962: Was geschah wirklich mit Baby Jane? (What Ever Happened to Baby Jane?)
- 1963: Manche mögen’s geheim (Hot enough for June)
- 1964: Wiegenlied für eine Leiche (Hush… Hush, Sweet Charlotte)
- 1965: Der Flug des Phoenix (The Flight of the Phoenix)
- 1967: Das dreckige Dutzend (The Dirty Dozen)
- 1969: Das Doppelleben der Sister George (The killing of Sister George)
- 1970: Zu spät für Helden – Antreten zum Verrecken (Too Late to Hero)
- 1970: Monte Walsh
- 1977: Straße der Verdammnis (Damnation Alley)
- 1978: Son of Hitler
- 1985: Blue City

Literarische Vorlage
- 1991: Was geschah wirklich mit Baby Jane? (Whatever happened to Baby Jane?) - Vorlage: Drehbuch zu „Was geschah wirklich mit Baby Jane?“ von 1962
- 2004: Der Flug des Phoenix - Vorlage: Drehbuch zu „Der Flug des Phoenix“ von 1965